# Guadalupe las Cabras
Guadalupe las Cabras är en ort i kommunen San José del Rincón i delstaten Mexiko i Mexiko. Samhället hade 239 invånare vid folkräkningen 2020.